# 瓦西利斯·萊文蒂斯
瓦西利斯·莱文蒂斯（希臘語：Βασίλης Λεβέντης，發音：[vaˈsilis leˈvendis]；1951年—），是一名希臘政治家，中间派联盟的领袖。他能說流利的德語和具備足夠的英語了解能力。

## 生平
1974年他加入泛希腊社会主义运动，到1981年因理念分歧而脫黨。1989年他加入新民主黨競逐希臘議會議席但失敗告終。

## 外部連結
- 中间派联盟官方網站 （页面存档备份，存于）